# Miracle on Ice
Miracle on Ice (englisch für „Wunder auf dem Eis“) wird weltweit, besonders aber in den Vereinigten Staaten, verwendet als allgemeine Bezeichnung für den unerwarteten Sieg der US-amerikanischen Eishockeynationalmannschaft am 22. Februar 1980 über die zu der Zeit als unschlagbar geltende sowjetische Eishockeynationalmannschaft, sowie den anschließenden Gewinn der Goldmedaille im Eishockeyturnier der Olympischen Winterspiele 1980, welches im heimischen Lake Placid stattfand. Wenige Wochen zuvor, zu Weihnachten 1979, hatte die sowjetische Intervention in Afghanistan begonnen und die Stimmung entsprechend beeinflusst. In der allgemeinen Wahrnehmung wird dieses Turnier reduziert auf den 4:3-Sieg der US-amerikanischen College-Amateure über die Staatsamateur-Mannschaft der Sowjetunion, die ihre Vorrunden-Gruppe mit einem durchschnittlichen Spielergebnis von 10:2 beherrscht hatte. Zwei Tage später besiegten die USA Finnland mit 4:2, was in Verbindung mit dem Vorrunden-Unentschieden gegen Schweden für den Sieg in der Finalrunde ausreichte, zumal gleichzeitig Schweden gegen die UdSSR 2:9 verlor.

## Der Weg zum olympischen Gold

### Historisch-politische Situation
Sieben Wochen vor der Eröffnung der Olympischen Winterspiele Mitte Februar, Weihnachten 1979, begann die sowjetische Intervention in Afghanistan. Der damals herrschende Kalte Krieg hatte auch auf den Sport große Auswirkungen. So zeichneten sich generell in allen Sportarten die Begegnungen zwischen Mannschaften der Vereinigten Staaten und der Sowjetunion durch besondere Brisanz aus. Darüber hinaus erwog der US-amerikanische Präsident Jimmy Carter zum Zeitpunkt der Winterspiele bereits einen amerikanischen Boykott der Olympischen Sommerspiele 1980, welche ein halbes Jahr später in Moskau stattfinden sollten. Bei Bekanntwerden dieses Vorhabens wäre es vermutlich bereits bei diesen Olympischen Winterspielen zu einem sowjetischen Boykott gekommen.

### Die Vorbereitung der US-amerikanischen Mannschaft
Bei der im Jahr zuvor stattgefundenen Eishockey-Weltmeisterschaft 1979 erreichte das Nationalteam der Vereinigten Staaten lediglich den siebten Rang. Da alle Teams dieser Weltmeisterschaft auch in Lake Placid anwesend waren, wurden im Vorfeld der Olympischen Spiele alle Anstrengungen unternommen, um die Chancen der gastgebenden US-Amerikaner auf einen Medaillengewinn zu erhöhen. Dazu wurde um den erfolgreichen College-Trainer Herb Brooks ein komplett neues Team formiert, wobei man fast ausnahmslos Collegespieler rekrutierte. Wie der Trainer kam ein Großteil der Spieler aus dem Team der University of Minnesota, welches in den 1970er-Jahren im amerikanischen Universitätssport schon mehrere Titel gewinnen konnte.
Damit gehörten die Spieler zur Elite des US-amerikanischen Universitätseishockeys. Die vielen talentierten Spieler des Teams waren sorgfältig von Brooks zusammengestellt worden. 15 der insgesamt 20 Spieler waren bereits vor dem Turnier von diversen NHL-Clubs gedraftet worden und betrachteten die olympischen Spiele als Sprungbrett für die weitere Karriere. Den gesamten Winter 1979/80 über unterzog sich die Mannschaft einer gezielten Vorbereitung auf das olympische Turnier, welche bislang für ein College-Team sowohl von der organisatorischen Planung als auch von der Trainingsintensität beispiellos war.
Während der sechsmonatigen Vorbereitungsphase absolvierte die Mannschaft 60 Vorbereitungsspiele, um den Mannschaftsgeist zu stärken. Trotz aller Vorbereitungen musste die US-amerikanische Mannschaft eine Woche vor Beginn der olympischen Entscheidungen in einem Vorbereitungsspiel gegen die Mannschaft der Sowjetunion eine deutliche 3:10-Niederlage einstecken.

### Die Sbornaja
Die Sbornaja galt auch beim olympischen Eishockeyturnier als der große Favorit. Sie holte seit 1963 bis auf drei Ausnahmen jedes Mal den Weltmeisterschaftstitel und konnte außerdem die letzten vier olympischen Eishockeyturniere gewinnen. In den Reihen des zu diesem Zeitpunkt fünffachen Olympiasiegers und 16-fachen Weltmeisters spielten Namen, welche zu der Zeit die absolute Weltspitze verkörperten. Dazu gehörten zum Beispiel Boris Michailow, ein ausgezeichneter Center-Spieler und gleichzeitig Mannschaftskapitän, oder Wladislaw Tretjak, welcher noch heute von vielen Beobachtern als bester Torwart der Eishockeygeschichte angesehen wird. Daneben gab es auch junge, aufstrebende Talente in der Mannschaft, wie der Verteidiger Wjatscheslaw Fetissow. Fast alle Spieler gehörten dem sowjetischen Eishockeyclub ZSKA Moskau an, welcher seit Jahren unter den europäischen Klubmannschaften die Vormachtstellung innehatte. Aufgrund dieser Tatsache war die Sbornaja von allen Nationalmannschaften das am besten eingespielte Team und entwickelte mit der Zeit im internationalen Eishockey eine Dominanz, welche bislang nur in der ersten Hälfte des 20. Jahrhunderts von kanadischen Teams annähernd erreicht worden war. Offiziell besaßen die sowjetischen Spieler den Amateurstatus, da dieser damals Teilnahmevoraussetzung für die Olympischen Spiele war. Tatsächlich gingen sie keiner sonstigen Erwerbstätigkeit nach und konnten ihren Sport unter exzellenten Trainingsbedingungen profimäßig ausüben. Daher wurden, vorrangig in westlichen Medien, die Spieler osteuropäischer Mannschaften abwertend als Staatsamateure bezeichnet.

### Vorrunde
Bei den Spielen der Vorrunde zahlte sich die harte Vorbereitung schließlich aus, als die US-amerikanische Mannschaft viele Beobachter vor allem durch ihr physisch starkes Spiel in Erstaunen versetzte. So konnten sie gegen die ebenfalls hoch gehandelten Tschechoslowaken mit 7:3 gewinnen und überstanden die Vorrunde ohne Niederlage. Mit insgesamt vier Siegen und einem Unentschieden belegte man in der Gruppe hinter Schweden den zweiten Platz und qualifizierte sich so für die Finalrunde.

Der Goldanwärter und Titelverteidiger aus der Sowjetunion hielt sich in seiner Vorrundengruppe schadlos und untermauerte nachdrücklich seine Favoritenstellung, indem er sämtliche Spiele gewann. Dabei wurden die Teams aus Japan, der Niederlande und Polen regelrecht deklassiert. Aber auch die Mitfavoriten aus Kanada und Finnland mussten gegen die „Eis-Sputniks“ letztendlich Niederlagen einstecken. Letzteres Team konnte sich zumindest hinter der UdSSR für die Finalrunde qualifizieren.

### Finalrunde

#### Erster Spieltag: Vereinigte Staaten – UdSSR (Miracle on Ice)
Obwohl das US-Team in der Vorrunde durchaus für einiges Aufsehen sorgen konnte und bei seinen letzten Olympischen Spielen als Gastgeber triumphiert hatte, glaubte niemand ernsthaft daran, dass gegen die sowjetische Mannschaft eine echte Siegchance bestand. Dave Anderson, Kolumnist in der New York Times, schrieb am Vortag der Begegnung: “Unless the ice melts, or unless the United States team or another team performs a miracle, as did the American squad in Winter Olympics 1960, the Russians are expected to win the Olympic gold medal for the sixth time in the last seven tournaments.” (deutsch: „Wenn das Eis nicht schmilzt oder das US-amerikanische beziehungsweise ein anderes Team ein Wunder vollbringt, wie es die amerikanische Mannschaft bei den Olympischen Spielen 1960 tat – dann kann man davon ausgehen, dass die Russen ihre sechste olympische Goldmedaille innerhalb der letzten sieben Turniere gewinnen.“)
Die Teams selbst bereiteten sich auf dieses Spiel in sehr unterschiedlicher Weise vor. Der sowjetische Trainer Wiktor Tichonow ließ im Vertrauen auf die spielerische Überlegenheit seiner Mannschaft die Leistungsträger ausruhen und beschränkte sich auf theoretisches Videostudium. Der US-amerikanische Trainer Herb Brooks hielt dagegen an seinen bisherigen Trainingsmethoden fest und ließ seine Spieler weiterhin auf dem Eis trainieren. Er war sich dabei bewusst, dass die einzige Erfolgsaussicht seiner Mannschaft darin bestand, der überlegenen sowjetischen Spielweise mit körperlich hartem Einsatz zu begegnen.
Angesichts der Brisanz, welche infolge der politischen Spannungen zwischen beiden Ländern vorherrschte und der großartigen sportlichen Leistungen ihres Teams in der Vorrunde, stieß die Begegnung gegen die Sowjetunion bei der US-amerikanischen Öffentlichkeit auf reges Interesse. Bis auf die Zuschauer in der Halle mussten diese sich aber vor den Bildschirmen gedulden, da der Fernsehsender ABC das Spiel nicht live, sondern mit fünf Stunden Verspätung zeigte, um zur so genannten Prime Time senden zu können.
Das Spiel schließlich begann so, wie es die meisten Beobachter erwartet hatten, als die Mannschaft der UdSSR nach neun Minuten in Führung ging. Dabei nahm Wladimir Krutow einen Pass von Alexei Kassatonow auf und überwand den amerikanischen Torhüter Jim Craig, welcher ohne Chance war. Die US-Amerikaner, welche von ihren Landsleuten in der Halle frenetisch angefeuert wurden, ließen sich jedoch durch den schnellen Rückstand wenig beeindrucken und kamen durch Buzz Schneider zum Ausgleich. In der achtzehnten Minute erzielte die sowjetische Mannschaft erneut ein Tor. Diesmal war es Sergei Makarow, der den Titelverteidiger in Front brachte. Zu diesem Zeitpunkt kam die Überlegenheit des sowjetischen Teams voll zur Geltung. Insgesamt wurden allein im ersten Drittel 18 Torschüsse der Sbornaja gezählt, im Gegensatz zu acht Torschüssen der US-amerikanischen Mannschaft. Allenfalls Torhüter Jim Craig war es zu verdanken, dass die US-Amerikaner bis dahin nur mit einem Tor im Hintertreffen lagen. In den letzten Sekunden des ersten Drittels kamen die Gastgeber noch einmal zu einer Chance, als Dave Christian den sowjetischen Torhüter Wladislaw Tretjak prüfte. Dieser wehrte den Schuss zwar ab, konnte jedoch den Puck nicht halten, so dass ein Nachschuss von Mark Johnson eine Sekunde vor der Pause den amerikanischen Ausgleich brachte.

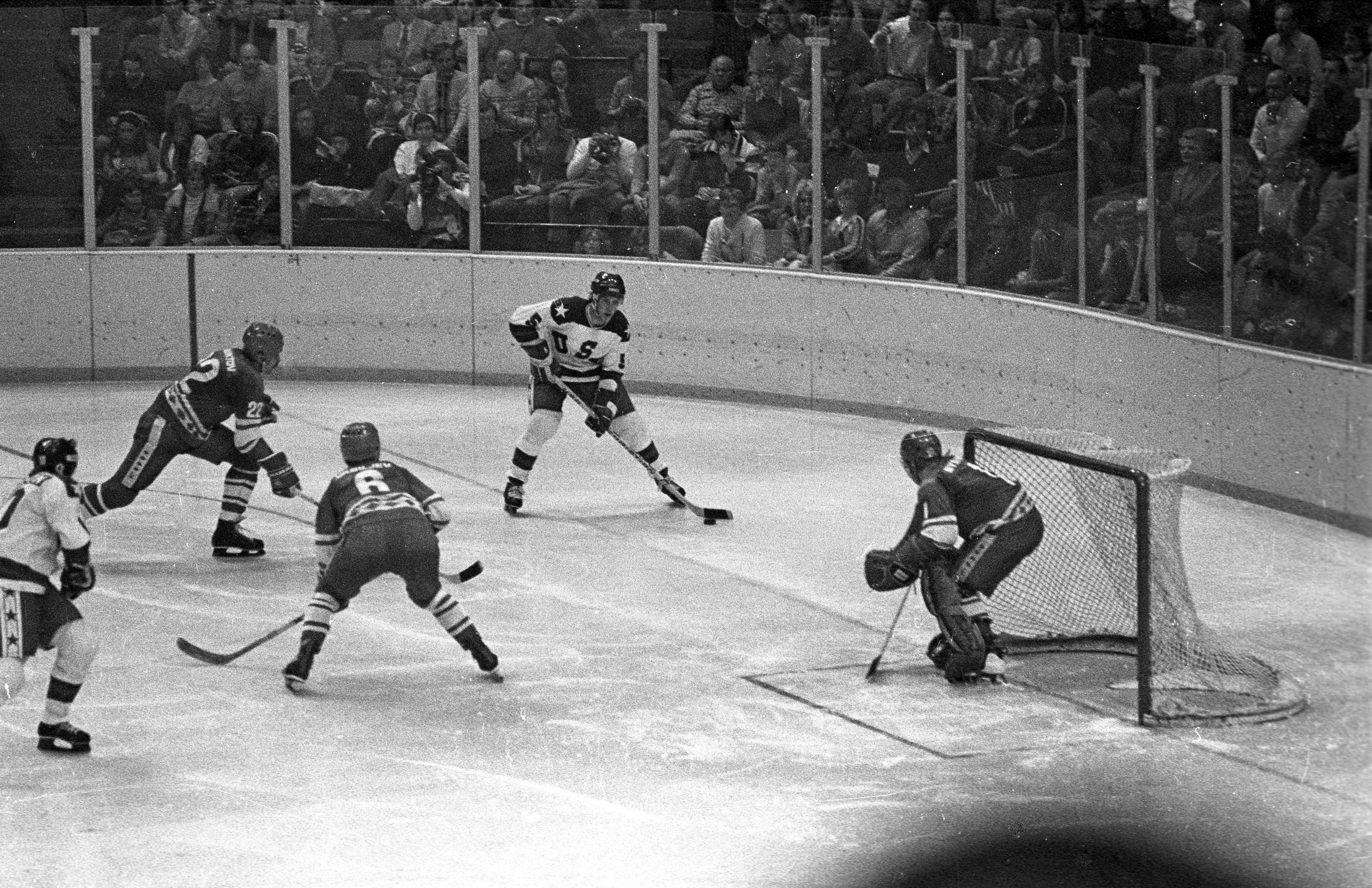
Spielszene mit Mike Ramsey am Puck; Wiktor Schluktow und Waleri Wassiljew in der Verteidigung vor Torhüter Wladimir Myschkin

Zu Beginn des zweiten Drittels entschied sich Trainer Tichonow gegen Tretjak und ließ an seiner Stelle Wladimir Myschkin das Tor hüten. Diese Maßnahme stieß allgemein auf große Verwunderung und wurde später unter anderem vom sowjetischen Spieler Fetissow als Wendepunkt dieses Spiels bezeichnet. Zuerst aber schien die Auswechslung die richtige Entscheidung gewesen zu sein, da Myschkin hervorragend hielt und Alexander Malzew bereits zwei Minuten nach Wiederanpfiff im Überzahlspiel für die UdSSR die erneute Führung erzielte. Auch in diesem Drittel war die sowjetische Mannschaft drückend überlegen und hatte aus ihrer Sicht ein Torschuss-Verhältnis von 12:2 zu verzeichnen. Trotzdem blieb das Tor von Malzew in diesem Spielabschnitt der einzige Treffer, was letztlich wiederum auf die herausragende Leistung des US-Keepers Jim Craig zurückzuführen ist. Dabei litt dieser nach einem Bodycheck von Waleri Charlamow unter Schmerzen, verzichtete aber auf eine Auswechslung.
Im letzten Drittel war die Dominanz des Favoriten nicht mehr allzu deutlich, da unter anderem bei den meisten Spielern die Kräfte nachließen. Trotzdem kam es für viele Zuschauer überraschend, als Johnson in der 49. Spielminute mit seinem zweiten Treffer in dieser Partie den erneuten Ausgleich zum 3:3 erzielen konnte. Knapp anderthalb Minuten später ging die US-Mannschaft zur allgemeinen Begeisterung in der Halle sogar das erste Mal in Führung. Mark Pavelich spielte dabei den Puck zu seinem Mitspieler Mike Eruzione, welcher relativ ungedeckt war und direkt abzog. Der sowjetische Torhüter Myschkin konnte den Schuss nicht sehen, da ihm von seinen eigenen Verteidigern die Sicht genommen wurde und war ohne Chance. Somit stand es zehn Minuten vor Spielende 4:3 für die US-amerikanische Nationalmannschaft. In den restlichen Spielminuten beschränkten sich die US-Amerikaner ausschließlich darauf, ihren knappen Vorsprung über die Zeit zu retten. Sie überließen der sowjetischen Mannschaft die Initiative und verteidigten mit allen Feldspielern ihr Tor, indem sie sich vorrangig darauf konzentrierten, den Puck aus der eigenen Zone herauszuhalten. Die Schlussoffensive der Sbornaja, in deren Reihen sich nicht Wenige zum ersten Mal so einer Situation ausgesetzt sahen, blieb ohne Erfolg. Die letzten Sekunden wurden vom Publikum heruntergezählt und der Reporter Al Michaels, der das Spiel für ABC-Television zusammen mit dem ehemaligen Torwart der Montréal Canadiens, Ken Dryden, kommentierte, übernahm den Countdown und sagte die Sätze, nach denen schließlich später das Spiel benannt wurde:

“Eleven seconds, you got ten seconds, the countdown going on right now […] Morrow up to Silk […] five seconds left in the game! Four left in the game! Do you believe in miracles? Yes!!! Unbelievable!”

„Elf Sekunden, noch zehn Sekunden, der Countdown geht jetzt richtig los […] Morrow vor auf Silk […] fünf Sekunden noch in diesem Spiel! Noch vier! Glauben Sie an Wunder? Ja!!! Unglaublich!“

Trotz der Dramatik wurde diese Begegnung zu keinem Zeitpunkt unfair geführt. Beide Mannschaften wurden im gesamten Spiel mit jeweils dreimal zwei Zeitstrafminuten belegt.

#### Mannschaftsaufstellung
Vereinigte Staaten

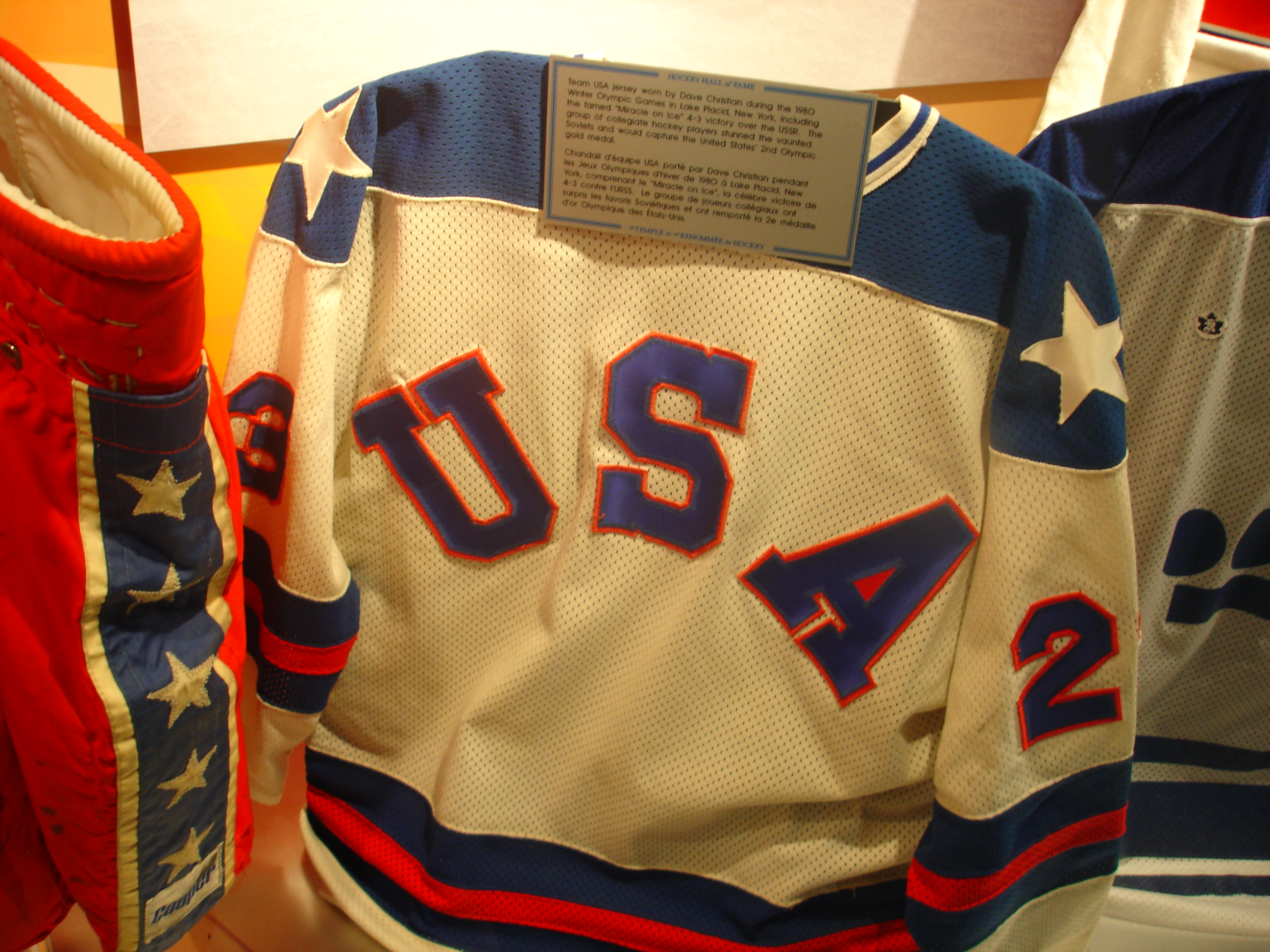
Trikot von Dave Christian in der Hockey Hall of Fame

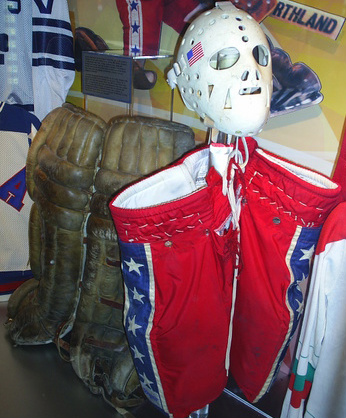
Torhüterausrüstung von Jim Craig in der Hockey Hall of Fame

- Tor: James Downey „Jim“ Craig, Steve Janaszak
- Verteidigung: Kenneth Arlington „Ken“ Morrow, Michael Allen „Mike“ Ramsey, William Robert „Bill“ Baker, Jack O’Callahan, Robert Allen „Bob“ Suter
- Sturm: David Mark Silk, Neal Broten, Mark Einar Johnson, Steven Mark Christoff, Mark Ronald Wells, Mark Pavelich, Eric Martin Strobel, Michael Anthony „Mike“ Eruzione, David William Christian, Robert Bruce McClanahan, William Conrad „Buzz“ Schneider, John Michael Harrington, Philip John Verchota

UdSSR
- Tor: Wladimir Myschkin, Wladislaw Tretjak
- Verteidigung: Wjatscheslaw Fetissow, Wassili Perwuchin, Waleri Wassiljew, Alexej Kassatonow, Sergei Starikow, Sinetula Biljaletdinow
- Sturm: Wladimir Krutow, Alexander Malzew, Juri Lebedew, Boris Michailow, Wladimir Petrow, Waleri Charlamow, Helmuts Balderis, Wiktor Schluktow, Alexander Golikow, Sergei Makarow, Wladimir Golikow, Alexander Skworzow

#### Zweiter Spieltag: Vereinigte Staaten – Finnland
Oft werden die Spiele gegen die UdSSR und gegen Finnland als Halbfinale und Finale bezeichnet. Dies ist jedoch nicht korrekt. Bei den Olympischen Spielen 1980 wurde die Finalrunde der besten Vier im Gruppenmodus ausgetragen (die direkten Vergleiche der Vorrunde wurden übernommen), wobei das punktbeste Team zum Olympiasieger gekürt wurde. Für das sowjetische Team bestand somit trotz seiner Niederlage noch die Möglichkeit, mit einem Sieg über Schweden die Goldmedaille zu gewinnen. Voraussetzung dafür war eine Niederlage der US-amerikanischen Mannschaft gegen Finnland.
Das Spiel gegen die sowjetische „Übermannschaft“ war für viele Amerikaner der emotionale Höhepunkt der Olympischen Spiele gewesen. Viele hatten daher noch nicht begriffen, dass für den Gewinn der Goldmedaille noch die finnische Mannschaft besiegt werden musste.

Nach zwei Dritteln lagen die Vereinigten Staaten, wie schon gegen die UdSSR im Rückstand. Obwohl diesmal das Gefecht ziemlich ausgeglichen war, verzweifelten die US-amerikanischen Stürmer immer wieder am finnischen Torwart. Erst eine emotionale Kabinenansprache Herb Brooks vor dem letzten Drittel („If you lose this game, you'll take it to your fucking grave.“ – „Wenn ihr dieses Spiel verliert, werdet ihr das mit in euer verdammtes Grab nehmen.“) schien dem US-amerikanischen Team noch mal Auftrieb zu geben. Im letzten Drittel erzielte die Mannschaft dann durch Phil Verchota, Robert McClanahan und Mark Johnson drei Tore in Folge und gewann somit letztendlich mit 4:2. Wieder war es der Kommentator Michaels, der die Worte: „This impossible dream comes true!“ („Dieser unmögliche Traum wird Wirklichkeit!“) prägte. Unmittelbar nach dem Abpfiff spielten sich auf dem Eis ausgelassene Jubelszenen ab. Die Spieler warfen Handschuhe und Stöcke aufs Spielfeld und lagen sich in den Armen. Besonders der Torwart der Siegermannschaft, Jim Craig, blieb dabei vielen Beobachtern in Erinnerung, als er, in die US-amerikanische Flagge gehüllt, über das Eis lief und im Publikum seinen Vater suchte. Die Tatsache, dass Craigs Mutter kurz zuvor verstorben war und sie sich wünschte, dass ihr Sohn bei den Olympischen Spielen dabei sein durfte, verlieh diesem Augenblick eine besondere Bedeutung. Die Vergabe der Goldmedaillen an das US-amerikanische Team wurde landesweit von Millionen US-Amerikanern an den Fernsehgeräten verfolgt. Der Titelverteidiger aus der Sowjetunion konnte sich durch einen ungefährdeten 9:2-Erfolg gegen Schweden zumindest noch über Silber freuen.

## Nach den Spielen
Nach dem Gewinn der Goldmedaille wurde das US-amerikanische Team vom damaligen Präsidenten Jimmy Carter im Weißen Haus empfangen. Jedoch konnte die Mannschaft trotz dieses Erfolges nicht zusammengehalten werden und zerfiel schlagartig nach Beendigung der Olympischen Spiele. Viele der Spieler begannen vorrangig in der NHL eine Karriere als Profi und konnten zum großen Teil auch dort Erfolge feiern beziehungsweise wurden in die Hockey Hall of Fame aufgenommen. Ken Morrow brachte sogar das Kunststück fertig, im gleichen Jahr des Olympiasieges mit den New York Islanders den Stanley Cup zu gewinnen. Der Schütze des Siegtores Mike Eruzione dagegen beendete nach den Olympischen Spielen 1980 seine Karriere, weil ihm nach dem Gewinn der olympischen Goldmedaille die sportliche Motivation fehlte. Sein Schläger wurde mehrfach und zuletzt für 236.000 € verkauft.
Der US-amerikanischen Olympiamannschaft wurde 1980 von der Zeitschrift „Sports Illustrated“ der Titel „Sportsman of the Year“ verliehen. Diese Auszeichnung wird jährlich vergeben und soll Sportler oder Mannschaften ehren, deren Erfolge im vergangenen Jahr besonders von sportlicher Fairness und überragender Leistung geprägt waren. Die Mannschaft wurde ebenfalls mit der Sportler des Jahres-Auszeichnung von Associated Press geehrt.
Kommentator Al Michaels wurde 1980 für seine Reportagen der Eishockeyspiele im olympischen Turnier von Kollegen zum „Sportreporter des Jahres“ gewählt. Er wurde mit der Zeit zu einem der beliebtesten und geschätzten Sportkommentatoren des US-Fernsehens und bekam im Jahr 2004 für seine außergewöhnlichen Verdienste einen Stern auf dem „Hollywood Walk of Fame“ verliehen.
In den Jahren nach dem legendären Duell beider Teams konnte die sowjetische Mannschaft, trotz dieser Niederlage, ihre internationale Dominanz im Eishockeysport aufrechterhalten und gewann bei den folgenden Turnieren jede weitere Begegnung gegen die Vereinigten Staaten.

Erst Anfang der 1990er-Jahre änderten sich im Eishockey allmählich die Kräfteverhältnisse. Durfte bereits einige Jahre zuvor ein Teil der sowjetischen Eishockey-Elite in der nordamerikanischen NHL spielen (was für den ZSKA Moskau gleichzeitig das Ende der europäischen Vorherrschaft unter den Klubmannschaften bedeutete), verstärkte sich dieser Trend nach dem Ende der Sowjetunion deutlich. Dies hatte auch nachhaltigen Einfluss auf die Spielweise der russischen Nationalmannschaft als Nachfolger der sowjetischen Mannschaft, welche heutzutage stark vom körperbetonten Spiel in der NHL geprägt ist und sich kaum noch von der anderer Mannschaften unterscheidet.
Bei der Eröffnungszeremonie der Olympischen Winterspiele in Salt Lake City im Jahr 2002 entzündeten Mitglieder des US-amerikanischen Eishockey-Teams von 1980 das olympische Feuer.
Die Benennung Miracle on Ice wird auch für ein anderes Eishockeyspiel verwendet, als die Belarussen das hoch favorisierte schwedische Eishockeyteam bei den Olympischen Winterspielen 2002 im Viertelfinale sensationell bezwangen.

## Sonstiges
Unter dem Namen „Miracle on Ice“ wurde 1981 ein Film im US-amerikanischen Fernsehen ausgestrahlt, in welchem Karl Malden als Herb Brooks sowie Steve Guttenberg als Jim Craig zu sehen waren.
2004 wurde ein Kinofilm namens „Miracle – Das Wunder von Lake Placid“ mit Kurt Russell in der Rolle des Herb Brooks realisiert.
In der Fernsehserie Akte X wird in der Folge sieben der vierten Staffel „Gedanken des geheimnisvollen Rauchers“ behauptet, dass die UdSSR das Spiel verlor, weil der „Raucher“ diese nicht als Sieger sehen wollte und deshalb den sowjetischen Torhüter mit Procain narkotisiert hatte.
Bezug auf das Miracle on Ice nimmt auch die Zeichentrickfigur Marge in der Folge „Marges alte Freundin“ der Fernsehserie Die Simpsons. Am Ende der Folge stellt sie sich vor, wie ihr Leben verlaufen wäre, hätte sie als junge Frau den Beruf der Journalistin gewählt. Dabei sieht sie sich selbst, wie sie in den Fernsehnachrichten meldet, das Miracle on Ice habe nie stattgefunden.
Der Olympiasieg der US-Eishockeymannschaft ist auch das Hauptthema der American-Dad-Episode Stan Salvation (Return of the Bling): die US-Mannschaft habe nur deshalb gewonnen, weil einer ihrer Spieler ein gedopter Außerirdischer (Roger Smith) gewesen sein soll.

## Referenzen

### Filme
- Do You Believe in Miracles? The Story of the 1980 U.S. Hockey Team. HBO Home Video, 2001.
- Miracle – Das Wunder von Lake Placid, 2004, Regie: Gavin O’Connor

### Bücher
- Wayne Coffey: The Boys of Winter. Crown, New York 2005, ISBN 1-4000-4765-X.